# 那加本町
那加本町（なかほんまち）は、岐阜県各務原市の地名。丁番を持たない単独町名である。
JR高山本線那加駅から南に延びる道路沿いの地区であり、商店街（なかアステモール）がある。

## 地理
各務原市の那加地区に属する。
町域の東部は那加吾妻町、那加日之出町、那加東那加町、西部は那加新那加町、那加楽天地町、那加西那加町、南部は那加東那加町、那加西那加町、北部は那加東亜町である。
道路
- 本町通り
- 那加メーンロード

## 歴史
元々は稲葉郡那加村西市場外六ケ所大字入会地の一部である。
1944年（昭和19年）2月11日、那加町西市場外六ケ所大字入会地の市街地の地域で字名の改称と地番変更がおこなわれ、本町が成立。1963年（昭和38年）4月1日に各務原市の発足に伴い那加本町に改称する。

## 世帯数と人口
2024年（令和6年）10月1日現在の世帯数と人口は以下の通りである。
| 丁目     | 世帯数 | 人口  |
| -------- | ------ | ----- |
| 那加本町 | 86世帯 | 200人 |

## 小・中学校の学区
市立小・中学校に通う場合、学区は以下の通りとなる。
| 番・番地等 | 小学校                   | 中学校               |
| ---------- | ------------------------ | -------------------- |
| 全域       | 各務原市立那加第三小学校 | 各務原市立那加中学校 |

## 主な施設
- JR高山本線那加駅

## 交通機関
- JR高山本線那加駅
- 各務原市ふれあいバス那加線